# 三菱召回隱瞞
三菱召回隱瞞（日语：三菱リコール隠し）乃是日本運輸省（國土交通省前身）監查之下，於2000年（平成12年）7月6日爆發三菱汽車之乘用車部門以及卡車巴士部門（通稱三菱扶桑）隱瞞大規模召回之事件。
後來2004年（平成16年）卡車巴士部門被發現新的召回隱瞞，乘用車部門也再度受到調查，在在顯示運輸省於2000年的調查結果並不夠充足。這個致命的一擊使得三菱汽車與三菱扶桑失去消費者的信賴，銷售量銳減，並出現比2000年更嚴重的員工離職潮。當時最大股東戴姆勒-克萊斯勒（後分家成梅賽德斯-賓士集團及克萊斯勒集團）停止資本合作，使得三菱汽車陷入有史以來的經營泥淖，幸虧受到三菱集團麾下三菱重工業、三菱商事、三菱東京UFJ銀行（今三菱日聯銀行）等多家關係企業的奧援，得以脫離破產倒閉的危機。此外，日本著名小說家池井户潤的代表作《飛上天空的輪胎》（空飛ぶタイヤ）即是描寫此一事件，2018年改編成電影上映。

## 概要

### 2000年的召回隱瞞事件
2000年（平成12年）7月18日為止，以銷售數量來計算的話，三菱汽車排名在豐田汽車、日產汽車、本田技研工業之後，在日本車壇的市場佔有率排名第4位。自1977年（昭和52年）起莫約23年之間，共計有10個車種以上（乘用車系共6件約45萬9千輛、大中卡車共3件約5萬5千輛）、共18件約69萬輛的重要故障通報並未向運輸省報告。同年6月12日，三菱汽車員工以匿名的內部舉發方式，向運輸省汽車交通局的用戶業務室揭發了該公司內部刻意隱藏的事實。這份檢舉的內容直指腐敗的關鍵，具體得連如何進行調查、訊息資料隱藏在哪裡、如何識破隱蔽工作等要點都詳加列出；比方說「調查品質保證部更衣室內的空儲物櫃」、「比對總公司和岡崎營業所的資料」等過於具體的檢舉資料。
依據運輸省指稱，三菱汽車的品質保證部將消費者的投訴訊息按照10個階段彙整管理。在1至3步驟中向運輸省申報的投訴訊息標識為「P記號」，不想讓運輸省知道的訊息在4至10階段時則標記成代表「隱藏」的「H記號」。在運輸省的定期審查之中，並沒有出現區分成「H記號」的訊息。這種雙重管理的訊息分類方式自1977年（昭和52年）開始實行，直到1992年（平成4年）導入東芝設計的品質情報管理系統之後，才用電腦系統資料庫進行分類。另一方面，三菱汽車實施召回制度超過30年以上的時間，也會直接連絡用戶進行修理，卻不向運輸省報告。這種「暗中維修」的案件包含「三菱Lancer因引擎曲軸螺栓出現瑕疵，導致引擎停止運轉」、「三菱Galant的油箱蓋損壞導致燃油外洩」、「三菱RVR的電動滑門出現故障」等。
由於一連串的召回隱瞞，對於車輛的瑕疵缺陷置之不理，終於同年6月熊本市發生煞車故障的三菱Pajero追撞旅行車的交通事故，造成旅行車內2人脖子受傷。為了承擔此次隱瞞召回的責任，時任董事長的河添克彥於同年8月28日決定引咎辭職，同年11月1日辭令正式生效。在此同時，警視廳交通捜査課因懷疑三菱汽車違反《道路運送車輛法》，同年8月27日派員至總公司、岡崎工廠等五處地點進行搜查。翌年2001年4月25日東京地方檢察廳以涉嫌違反《道路運送車輛法》（偽造報告）為由，起訴宇佐美隆副社長等人，理由是三菱汽車在1999年運輸省檢查時涉嫌隱瞞約1萬3百件車輛瑕疵之訊息。同年5月8日東京地方裁判所判決副社長等人罰鍰20萬日圓，作為法人公司的三菱汽車則遭受40萬日圓罰鍰。同時，國土交通省要求該公司「公開所有車種的瑕疵消息」，但是1997年以前的瑕疵訊息依然被隱瞞，對於離合器及輪轂的不良瑕疵沒有採取解決對策。熊本縣警察局認為前述交通意外肇因於三菱汽車隱瞞車輛瑕疵，在2002年3月5日以業務過失傷害之嫌將當時擔任品質技術本部、市場品質部部長等3人移送熊本地方裁判所起訴，最後熊本簡易裁判所判處罰鍰50萬日圓。
經過這次事件之後，三菱汽車失去市場上的信任度，銷量急遽下降。資本合作夥伴戴姆勒-克萊斯勒公司引薦羅爾夫·埃克羅特擔任執行長，打算重建經營。但是2002年三菱扶桑製造的大型車輛發生輪胎脫落的事故，令人更加懷疑是否存在著車輛構造上的缺陷，以及隱瞞召回事項。

### 2004年的召回隱瞞事件
2003年（平成15年）三菱汽車將卡車巴士部門獨立成三菱扶桑卡客車公司，但2004年（平成16年）被發現隱瞞了比上次2000年更多的74萬輛召回維修，4月22日最大股東戴姆勒-克萊斯勒公司宣布停止對該公司的財務支援。執行長羅爾夫·埃克羅特未等任期屆滿，便於4月26日辭職離開。發生拖板車之輪胎脫落的意外（後述），同年5月6日三菱扶桑前董事會會長宇佐美隆及前常務等共7人遭到神奈川縣警察局逮捕，同月27日宇佐美等5人暨三菱扶桑遭到橫濱地方檢察廳起訴。此外6月10日前社長河添克彥及宇佐美隆等6名前幹部，則因另一起事故遭到神奈川縣、山口縣警察局逮捕。
由於接連爆發出醜聞，三菱汽車及三菱扶桑受到以下的制裁措施：
- 國土交通省：每周提出一次報告，停止三菱車輛參與政府投標案，嚴格審查車輛型式[11]。
- 警察廳：停止三菱車輛參與投標案。
- 其他：岐阜縣、京都府、岡山縣、埼玉市、倉敷市（皆有三菱汽車、三菱扶桑的事業所）以外的部分地方公共團體，禁止購買三菱車輛。

2006年（平成18年）9月三菱汽車宣布導入新的品質消息系統，能夠共享消費者寄來的瑕疵訊息。如此一來便能迅速查明故障原因並加以分析統計，銷售公司可以查詢修理步驟及報價，從而提高品質改善的速度。可是，該公司在2005年2月所掌握到關於3G83型引擎的瑕疵，直到2012年被內部告發之前都不實施召回修理，2016年（平成28年）4月20日也因偽造10・15油耗模式及JC08油耗模式的數據，後來也引發了問題。本案成為刑事案件，全部判決三菱汽車及三菱扶桑有罪。2008年（平成20年）1月橫濱地方裁判所做出有罪判決之時，辯護律師團表示「無法理解為何被判有罪，按照這種判決，一旦發生傷亡事故，製造公司的領導高層必須承擔刑事責任，實在是太草率了」，閉庭之後立即向東京高等裁判所提起上訴。

## 死傷事故

### 橫濱母子3人死傷事故
該意外發生於2002年（平成14年）1月10日，地點位在神奈川縣橫濱市瀨谷區下瀨谷2丁目交岔路口附近的縣道45號（中原街道）。綾瀨市某家運輸公司所有的三菱扶桑The Great大型拖板車裝載著重型機械，沿著單側2車道的道路（事故當時道路兩側沒有護欄）前進時，直徑約1公尺、胎面寬幅約30公分、重量約140公斤的左前輪突然脫落，順著下坡路滾動約50公尺，不幸擊中了住在大和市、推著嬰兒車的母子3人。29歲的母親當場死亡，4歲的長子和1歲的次子手腳受到輕傷。神奈川縣警察局針對出事的拖車進行調查，發現其輪轂破損，輪胎、輪圈及鼓式制動器全部脫落。自1992年（平成4年）6月21日東京都內發生冷凍貨車左前輪脫落之事故以來，此類事故共有57件，其中有51件造成車輪脫落，其中和事故車輛一樣使用1993年製造的「D型輪轂」占了7成。
三菱汽車一貫主張「原因是消費者保養不足」，可是1993年製造的「D型輪轂」在構造厚度上比其他同業還要薄，螺絲旋緊的管理也很鬆散，過度鎖緊六角螺栓以及彎道或車輛轉彎時的荷重產生金屬疲勞，使得輪轂容易破裂。受此影響，三菱扶桑承認擔負製造商之責任，在2004年（平成16年）3月24日向國土交通省提出召回申請；同年5月6日宇佐美等5人因涉嫌違反《道路車輛運送法》（偽造報告），5月27日品質保證部前部長等2人涉嫌過失致死而遭到起訴，三菱汽車作為法人公司也因違反《道路車輛運送法》（偽造報告）而遭受刑事告發。
除此之外，死者的母親向三菱汽車提起約1.655億日圓的民事訴訟，2007年（平成19年）9月最高法院判決後者須支付550萬日圓的損害賠償。這個判決衍生出一個案外案，那就是擔任原告訴訟代理人的律師青木勝治將包含延遲費用在內的損害賠償金約670萬日圓全數匯入自己的銀行帳戶，並沒有給原告一分一毫。青木的理由是依當初請求對方賠償1.655億日圓為基礎，他的報酬金額約為2110萬日圓，「與我保管的670萬日圓相抵」。2010年（平成22年）6月橫濱律師公會對青木做出業務停止6個月的懲戒處分，理由是「當初單方面地將請求賠償金額550萬暴增至1.655億日圓，對此產生的酬勞金額變動也沒有向原告說明暴增至2千萬以上（最高法院判決的賠償金額是當初請求的550萬）」。

### 山口卡車司機死亡事故
這起事故於2002年10月19日深夜發生在山口縣熊毛郡熊毛町（今周南市）的山陽自動車道熊毛交流道附近，住在鹿兒島縣國分市的男性司機（39歲）在該縣的運輸公司工作，當時駕駛裝載著蔬菜的冷凍貨櫃車（車型為三菱扶桑The Great）前往大阪、名古屋方向行駛，在沒有減速的情況下通過收費站，結果衝過與之匯合的山口縣道8號德山光線之中央分隔島，撞上路旁的行人地下穿越道地面建築物，冷凍貨櫃車嚴重受損，男性駕駛人當場死亡。依據目擊者及調查記錄顯示，傳動軸的一部分脫落之後，殘留在車體的斷軸像是鐘擺般異常地震動；當車子進入通往收費站的S形彎道陡坡時，更加劇烈的擺動破壞了與傳動軸平行的煞車管路，因此車子無法制動煞車。
山口縣警察局針對這起事故認為，一般情況下開往關西的車子不會在熊毛交流道下匝道，可能是司機察覺到異常，為了檢查車況而下高速公路，因此在車禍現場進行勘查。結果警方在交流道前3.4公里處找到脫落的部分傳動軸，並發現其脫落時擊中路面而造成的坑洞。該縣警方從疏於保養和車輛瑕疵兩方面進行搜查，但卻因原因不明而告終。死亡的男性駕駛人涉嫌違反道路交通法（違反安全駕駛義務），在嫌疑人死亡的情況下送交檢調單位。但是山口地方檢察廳最終卻判斷「事故是由具有結構缺陷性的傳動軸斷裂，進而破壞剎車系統所引起」，並重新對男性司機做出不起訴處分。

## 刑事訴訟

### 召回隱瞞（違反道路運送車輛法）
2006年12月13日橫濱簡易裁判所認為三菱汽車過去提出的報告中雖有9件係偽造，但國土交通大臣並沒有提出報告要求，而是國土交通省召回對策室提出要求，因不符合犯罪成立要件而判定無罪。然而2008年7月15日東京高等裁判所認為國土交通大臣授權給召回對策室，且同意犯罪成立，故推翻橫濱簡易裁判所之認定，對宇佐美等3人及三菱汽車分別判處20萬日圓之罰鍰。日本最高裁判所第一小法庭於2010年3月9日駁回被告的上訴，確定宇佐美等3人有罪。法人公司三菱汽車在二審有罪判決中也沒有提起上訴，故確定有罪。

### 橫濱母子3人死傷事故（業務過失致死傷）
2007年12月13日橫濱地方裁判所以「原本可以掌握車輛瑕疵，放任不管則很容易預測會對人身造成危害」，對於前市場品質部部長及組長2人判處有期徒刑1年6個月、緩刑3年。2009年2月2日東京高等裁判所支持橫濱地方裁判所的原判決，駁回了兩名被告的上訴，其判決書指出「即便無法斷定強度不足是事故主因，就算出現徵兆時召回修復，亦能防範2002年的事故」，認定兩名被告的過失。2012年2月8日最高裁判所駁回上訴並確定了有罪判決，關於事故的原因，過去曾發生多起的破損事故中包含輪轂摩所不嚴重的因素，故「得以認定存在強度不足之缺陷」。

### 山口卡車司機死亡事故（業務過失致死）
圍繞著本起事故的刑事訴訟案件，包含宇佐美等4名被告撤回對東京高等裁判所的上訴，確立了橫濱地方裁判所處以有期徒刑2年、緩刑3年的判決。

## 年表略歷
- 1990年6月：大型車輛第一次發生離合器系統損壞事故。
- 1992年6月：大型車輛第一次發生輪轂損壞事故。
- 1996年5月：三菱內部召開關於召回維修離合器的會議，縱然意識到缺失卻沒有發出召回，反而實施「暗中維修」直到2000年為止。
- 1999年6月：廣島縣內中國JR巴士公司經營的高速巴士發生輪轂損壞、車輪脫落的意外，此前已有10多起同類事故，前市場品質部部長及組長疏於改善強化品質，導致橫濱母子3人死傷，2004年5月27日因業務過失致死傷罪遭到起訴。
- 1999年7、8月：三菱內部召開巴士車輪脫落之個別對策會議，決定以「消費者保養不當」的理由提出報告。
- 2000年7月6日：運輸省突襲檢查，查出召回隱瞞之事實，社長河添克彥引咎辭職。由於這次調查的時間擺在過去2年之間，並未調查更早之前的瑕疵問題。
- 2002年1月10日：發生橫濱母子3人死傷事故，三菱汽車主張車子出現異常乃是駕駛人平日未做好保養。
- 2002年1、2月：因前述事故而成立的「圓T對策本部會議」，在沒有任何技術根據的情況下決定輪轂的更換標準。於是同年2月向國土交通省提出「只要更換磨耗超過0.8mm的輪轂，便能防止輪胎脫落」的捏造報告，2004年5月27日宇佐美等人遭到起訴。
- 2002年10月16日：橫濱市有一輛拖板車出現離合器損壞，三菱扶桑向國土交通省報告「肇因是保養不當，不存在多發性原因」。10月19日山口縣熊毛町有一輛冷凍貨櫃車因離合器故障而煞車失控，導致男性司機死亡；三菱扶桑主張車輛異常肇因於司機保養不當。10月24日神奈川縣警察局因橫濱母子死傷案搜查三菱汽車總公司及相關人員之住宅，2004年1月再次搜查。
- 2004年3月11日：三菱扶桑被查出第二度召回隱瞞。5月6日前三菱扶桑董事會會長宇佐美等人遭到神奈川縣警方逮捕，後來前部長等2人以「只是遵從宇佐美會長的指示，涉案程度較低」之理由釋放。
- 2004年5月27日：橫濱區檢察廳、橫濱地方檢察廳以違反《道路車輛運送法》（偽造報告）對宇佐美等5人、三菱汽車提起公訴。
- 2004年6月2日：三菱汽車承認確實存在「暗中維修」之情事，動員4千餘人次針對1979年以來的資料展開自主調查並公開發表；同時三菱扶桑也針對車輛瑕疵問題處分了29名員工。6月10日社長河添元等6人因業務過失致死傷之罪嫌遭到逮捕。
- 2004年6月14日：因原廠向國土交通省提出的瑕疵報告遭到洩漏，宣布34件新的召回案件。該瑕疵所引起的事故中，人身傷亡占24起、火災事故占101起。
- 2005年3月30日：三菱汽車向當時隱瞞召回案件的舊管理階層人員提起民事訴訟。
- 2005年4月15日：針對前一年9月申報的召回實施第二度召回，由於未查明原因便貿然實行召回，導致整修後的車輛發生4起火災事故。再加上第二度召回的檢修過程不完備，又引發2起火燒車意外。

## 影響
- 受到此事件之波及，三菱扶桑川崎硬式棒球隊（日语：三菱ふそう川崎硬式野球部）與三菱汽車岡崎硬式棒球隊（日语：三菱自動車岡崎硬式野球部）暫時停止活動。
- 三菱汽車在日本甲組職業足球聯賽出資的浦和紅鑽隊2004年6月12日在豐田體育場參加第1階段第12節比賽，對上豐田汽車出資成立的名古屋鯨魚隊。比賽前部分名古屋隊球迷為了揶揄浦和隊球迷，在大紙上各寫下1個字寫著「歡迎來到世界的豐田」、寫著「一定還有（未曝光的召回隱瞞）吧」的橫幅、以及龜裂的三枚紅色鑽石的大型布條向對方挑釁。某些名古屋隊球迷不以為然，向球團提出「實在很丟臉」的抱怨。接受此抗議的名古屋隊於同年6月16日對戰大分三神隊時，透過球場廣播向全體球迷表示「這是欠缺社會常識的可悲行為，我們將會做出適當的處置」。後來該隊決定對2004年7月7日前懸掛前述橫幅布條的3名球迷，做出「只要名古屋隊出賽的比賽會場及相關設施或活動，該2人在本年度內、另1人在2個月內皆禁止參加」之處分。
- 三菱扶桑的中型巴士（英语：Midibus）三菱扶桑Aero Midi（日语：三菱ふそう・エアロミディ）受到國土交通省的制裁措施影響，暫時停止販售。
- 三菱汽車原本是TBS電視台的人氣綜藝節目《關口宏的東京朋友公園II（日语：関口宏の東京フレンドパークII）》的贊助商，遭到撤下之後三菱Pajero不再贈送給出場來賓及觀眾，現場觀眾在加油喝采時呼喊的「Pa-je-ro! Pa-je-ro!」口號也不再使用。
- 關於橫濱母子3人死傷事故，三菱汽車尚未承認是自家的瑕疵造成之前，拖板車司機的住家外牆被不明人士貼滿「殺人犯」的汙衊傳單，並且不斷接到無聲電話的騷擾，男性司機經營的運輸公司也因此停業[22]。
- 受到2000年召回隱瞞事件影響，三菱汽車的銷售成績下滑。1995年曾一度超越本田技研工業，到了2021年僅剩其9分之1[23]。各地銷售中心陸續有人辭職退出，位於愛知縣名古屋市港區的大江工廠及Car Plaza（日语：カープラザ）銷售體系分別於2001年及2003年關閉。
- 2003年在日本小型卡車（1～2噸）市場佔有率最高的三菱扶桑Canter受到2004年召回隱瞞事件的波及而銷量下滑，結果屈居於五十鈴Elf、日野Dutro之後[24]。
- 在運輸交通業，越來越多業者拒絕購入三菱扶桑的產品，尤其是阪神電氣鐵道（阪神巴士（日语：阪神バス）前身）、阪急巴士（日语：阪急バス）、京阪巴士（日语：京阪バス）等傳統上使用三菱扶桑車輛的巴士業者。此外，前述的中國JR巴士公司停止購入三菱製造的車輛，除了社區巴士採用豐田Hiace、日野Poncho（日语：日野・ポンチョ）之外，全數採用J-BUS（日语：ジェイ・バス）製造的車輛。
- 由於輪轂斷裂之事故，三菱意識到管理鎖緊螺絲的重要性，也意識到用力矩扳手鎖緊螺栓鎖件的管理方法。
- 這些事件也使得三菱中古車的車價大幅滑落。

## 外部連結
- 三菱之恥事件 （页面存档备份，存于）
- （日語）三菱欠陥車問題 : @CARS，存于
- （日語）トラクタ脱輪事故の波紋（月刊ニューとらっく 平成14年3月号掲載），存于
- （日語）三菱自動車欠陥被害損害賠償法律相談 （页面存档备份，存于）